# Moto Guzzi 250cc-racers
De Moto Guzzi 250cc-racers vormen een lange reeks van succesvolle wegracers van het Italiaanse motorfietsmerk Moto Guzzi.

## Voorgeschiedenis
Carlo Guzzi had al vóór de Eerste Wereldoorlog een 500 cc motorfiets met zeer vooruitstrevende techniek gemaakt, zoals een bovenliggende nokkenas met koningsasaandrijving en vier kleppen. Toen Moto Guzzi in 1924 echt serieus aan races ging deelnemen, stofte hij deze motor af en ontstonden de succesvolle "Quattro Valvole" (vier kleppen) racers C4V, 4V TT en 4V SS. Ze verschilden niet veel van elkaar, maar er werd veel geëxperimenteerd met materialen voor de cilinderkop (gietijzer, gietijzer met aluminium en brons met aluminium), de voorremmen (geen voorrem, velgremmen en trommelremmen) en de positie van de olietank.

## 250cc-racers
In 1925 besloot Carlo ook in de 250cc-klasse aan te treden. De eerste modellen waren verkleinde "Quattro Valvoles", maar met slechts twéé kleppen. Ze stonden aan de basis van een lange reeks 250cc-racemotoren, die tot in de jaren vijftig succesvol zouden blijven, uiteraard met de nodige aanpassingen om met de tijd mee te gaan. Van 1926 tot 1933 werden de TT 250 en de SS 250 als productieracer aan privérijders verkocht, maar tussen 1933 en 1939 waren er alleen fabrieksmachines. Vanaf 1939 werd de fabrieksracer ook aan privérijders verkocht. In dat jaar verscheen ook de opvolger, de Albatros die 20 pk leverde, waaruit is af te leiden dat de laatste versies van de fabrieksracer een vergelijkbaar vermogen moeten hebben geleverd.

### Resultaten
De eerste race van de Monoalbero was de TT van Man in 1926. Pietro Ghersi, die de 60 km lange baan nog nooit gezien had, eindigde er op de tweede plaats, maar hij werd slachtoffer van wat bekend zou worden als “The Guzzi incident”. Hij had onderweg zijn bougie vervangen door een exemplaar van een ander, niet van tevoren opgegeven, merk en werd gediskwalificeerd. Ugo Prini won later dat jaar de Circuito del Lario lange afstandsrace. De Moto Guzzi 250cc-racers waren in de jaren daarna nog goed voor een groot aantal overwinningen, waaronder veel nationale titels. In de jaren die volgden zouden de machines vrijwel onverslaanbaar blijken. Al met al werden drie wereldtitels, 16 Italiaanse titels, 16 x de Grand Prix des Nations, 9 keer de Circuito del Lario en 7 keer de TT van Man gewonnen. Omdat de compressore nog maar net bestond toen de Tweede Wereldoorlog uitbrak, zijn raceresultaten schaars, temeer omdat na de oorlog de asmogendheden werden uitgesloten van wedstrijden en later de compressoren verboden werden. Alleen een tweede plaats van Raffaele Alberti in de Milaan-Taranto race van 1939 is bekend. De recordpogingen waren wel succesvol. In 1952 reed Gino Cavanna met een zijspancombinatie die in de nieuwe windtunnel was ontwikkeld een snelheid van 221,226 km per uur. Dat was een record in de klassen 250-, 500-, 750- en 1.200 cc.

### Monoalbero 250
De eerste racers werden alleen ter beschikking gesteld aan fabrieksrijders. De Monoalbero kwam in 1939 weer ter beschikking van privérijders, maar kreeg toen de naam "Albatros". Ze hadden een blokmotor met een aluminium carter, een gietijzeren cilinder en een gietijzeren cilinderkop, maar de "rockerbox" (het tuimelaarhuis) was van aluminium. De motor was "vierkant", boring en slag bedroegen beiden 68 mm. De enkele bovenliggende nokkenas (OHC) werd aangedreven door een koningsas. De machine kreeg bovendien een Binks gashandvat en een André-stuurdemper. Dit was de eerste Moto Guzzi waarbij het big-end lager als kogellager was uitgevoerd, in plaats van de bronzen bussen die eerder werden gebruikt. De koppeling was ten opzichte van de 500cc-modellen gewijzigd. Ze werd nog steeds met een hevel aan de rechterkant van het motorblok bediend, maar de koppelingsplaten werden samengedrukt door zes hexagonaal geplaatste veren aan de linkerkant, in plaats van de twee veren rechts. Er was een handbediende drieversnellingsbak gebruikt, maar vanaf 1930 kregen de fabrieksracers voetschakeling en vanaf 1934 kreeg de machine vier versnellingen. De secundaire aandrijving werd verzorgd door een ketting. Het dubbele wiegframe was bijna identiek aan het laatste dat bij de 500's was gebruikt, met twee bovenbuizen die van het balhoofd naar het achterwiel liepen. Het onderframe was van aluminiumplaat en de starre, ongeveerde achterbrug bestond uit drie buizen. De voorvering bestond uit een ruitvormige voorvork met een centrale veer en twee frictiedempers aan de zijkanten. Het prototype had nog geen voorrem, maar tijdens de eerste wedstrijd, de TT van Man in 1926, was er een velgrem toegepast. Bij de Circuito de Lario wedstrijd was die weer vervangen door een trommelrem. Dit keer was de 160 mm trommelrem in het achterwiel zelfs aangevuld met een 350 mm velgrem. De olietank zat aan de voorkant van de benzinetank, maar eind 1926 werd de machine ingezet met twee olietanks: één onder het zadel en één boven op de tank. In 1930 werd voetschakeling ingevoerd. In de loop van de jaren werden ook de remmen verbeterd. In 1934 kreeg de machine een zadeltank. Ook het achterframe werd volledig herzien. De voorvork werd vervangen door een exemplaar van het merk Brampton. Een opvallend aspect was de meegevoerde bougiesleutel, die naast het achterwiel was aangebracht. In 1935 werd voor het eerst op een racemotor achtervering gebruikt, gecombineerd met twee frictiedempers. De achtervering bestond uit vier schroefveren die in een koker onder het motorblok zaten.

### TT 250
De TT 250 was feitelijk niet veel anders dan de Monoalbero. Hij werd als productieracer aangeboden aan klanten van 1926 tot 1929. De machine had vreemd genoeg wel een kickstarter, waarschijnlijk omdat bij de langeafstandsraces geen duwstart werd toegepast. De motor was gelijk aan die van de Monoalbero, en leverde ook dezelfde prestaties. Ook het aandrijfgedeelte week niet af van dat van de Monoalbero, hoewel mogelijk de "oude" twee koppelingsveren weer werden gebruikt. Het rijwielgedeelte week iets af van de Monoalbero, want de voorvork had drie veren in plaats van een. Er was weer één olietank gebruikt, die boven op de tank zat.

### SS 250
De SS 250 moest het zonder kickstarter stellen, maar had een bronzen cilinderkop. De machine werd als productieracer geleverd van 1928 tot 1933, deels dus naast de TT 250, wat het vermoeden bevestigt dat de "TT" meer als lange afstandsracer bedoeld was en de "SS" voor de circuits.

### Monoalbero compressore
In 1938 kreeg de 250cc-racer een Cozette compressor. Dat was toen nog toegestaan bij racemotoren. Omdat tussen 1934 en 1939 alleen fabrieksrijders op 250 cc Moto Guzzi's reden, was de inzet beperkt. Er werden verschillende versies gebouwd, zowel voor normale races als voor recordpogingen. In het laatste geval kon 180 km per uur worden gehaald, maar uiteindelijk werd ruim 220 km per uur gehaald mét zijspan met verplichte ballast van 60 kg. In de basis werd de motor niet veranderd ten opzichte van die van de 250 Monoalbero, hoewel de compressieverhouding wellicht iets lager was, vanwege de druk van de compressor. De compressor had aanvankelijk nog een kleine expansiekamer, die later door een grote cilinder werd vervangen. Omdat de machine voor verschillende doeleinden werd gebruikt, veranderden een aantal zaken weleens. Zo werden er verschillende carburateurs gebruikt, waaronder ook versies van Dell'Orto. Bij de recordpogingen met zijspancombinaties na de Tweede Wereldoorlog werd soms op alcohol gereden. Dan kon wel 48 pk bij 7.500 tpm worden bereikt en werd ook de compressieverhouding weer hoger (8,5:1). Het frame was in eerste instantie gelijk aan dat van de laatste typen met achtervering, maar voor races werd ook het frame van de Condor 500, dat eigenlijk weer van de "Compressore" was afgeleid, gebruikt. Die had een aluminium achterframe.

### Albatros
De Albatros verscheen in 1939. Hij was ontwikkeld door Carlo Guzzi samen met Giulio Cesare Carcano. Carcano zou nog een grote rol gaan spelen in de geschiedenis van het merk Moto Guzzi. De machine week niet veel af van de oude Monoalbero, en was feitelijk een Compressore zonder compressor. De versnellingsbak was nieuw, van het "constant mesh" type, waarbij de tandwielen niet verschoven maar bediend werden door schuivende koppelbussen op de assen. De machine werd pas na de Tweede Wereldoorlog veelvuldig ingezet, aanvankelijk alleen in Nationale races. Daarom werd hij in het begin ook voornamelijk door privérijders ingezet. De machine kostte in 1939 12.500 lire, maar door de enorme inflatie was dat aan het einde van de jaren veertig 870.000 lire. Toch kreeg de machine in de jaren na de oorlog, dankzij grotere kleppen een vermogen van 22 à 23 pk (met handelsbenzine van 72 octaan) en hij werd ook door de fabrieksrijders ingezet. In sommige wedstrijden kón de Albatros niet eens verliezen, omdat er geen andere motorfietsen aan de start kwamen. In 1949 werd de Albatros afgelost door de Gambalunghino. Omdat er in Italië nog steeds volop lange afstanden werden gereden, was de Albatros ook leverbaar met elektrische verlichting. Toen in 1949 de Gambalunghino-fabrieksracer verscheen, wist een aantal Albatros-eigenaren de hand te leggen op fabrieksonderdelen, en zo werden veel Albatrossen verbouwd tot Gambalunghino's. In feite ontstond de Gambalunghino toen coureur Enrico Lorenzetti zijn Albatros moest repareren met nieuwe onderdelen, die deels van de 500 cc Gambalunga stamden.

### Bicilindrica 250
Antonio Micucci, de ontwerper van de Motoleggera 65, bouwde in 1947 een nieuw prototype met twee cilinders. Hoewel deze nog steeds vrijwel horizontaal lagen, was het een paralleltwin, waarbij volop gebruikgemaakt werd van nieuwe materialen. Het carter en de remtrommels waren gemaakt van elektron, een legering van magnesium, aluminium en zink. Het frame was van hydronalium, een legering van aluminium en magnesium. De cilinderkoppen waren van aluminiumbrons. Omdat het verbod op het gebruik van compressoren in die tijd nog onzeker was, werd ook een compressor getest. Er was nog steeds een dry-sump smeersysteem toegepast, maar nu met een dubbele toevoerpomp en een enkele terugvoerpomp. De dubbele bovenliggende nokkenassen werden aangedreven door een tandwieltrein van vijf tandwielen, waarvan er één uit het midden stond. Op die manier kon de cilinderkop hoger of lager worden gezet om te experimenteren met de compressieverhouding. De koelribben zaten niet allemaal meer in de lengte; op de cilinder waren ze gedeeltelijk dwars aangebracht. Aan de voorkant was een hydraulisch gedempte telescoopvork gebruikt, waarbij het voorwiel een kleine assprong had. De achtervering werd nog steeds verzorgd door het gebruikelijke schroefverenpakket onder de motor, maar de veren hadden nu ingebouwde hydraulische dempers, zodat de grote frictiedempers naast het achterwiel konden vervallen. In 1947 zat de olietank onder de voorkant van de benzinetank en de eendelige cilinderkop was met hydronalium platen aan het frame bevestigd. Bij het tweede prototype uit 1948 was de olietank onder het zadel geplaatst en het frame had een extra verbinding naar de cilinderkop. In dat jaar werd besloten de tweecilinder te laten vervallen, omdat het extra vermogen en de toch wel indrukwekkende topsnelheid niet voldoende waren. De machine was relatief zwaar en de handelbaarheid liet te wensen over. Daarom besloot men voorlopig door te gaan met de ontwikkeling van de eencilinders.

### Gambalunghino
Gambalunghino betekent "Kleine langbeen". De naam kwam van de 500 cc Gambalunga, de "Langbeen" die deze naam kreeg vanwege de lange slag motor. Maar de kleine langbeen had een vierkante motor, zoals alle eerdere 250cc-modellen. Moto Guzzi had, na de mislukking van het tweecilinderproject, haast om een nieuwe fabrieksracer te bouwen, want in 1949 zou het wereldkampioenschap wegraces voor het eerst worden verreden. Bovendien was in die tijd de Benelli 250cc-racer een steeds sterkere concurrent aan het worden. Het ontstaan van de Gambalunghino was min of meer een gelukkig toeval: Enrico Lorenzetti's Albatros was zwaar beschadigd nadat de aanhangwagen waar hij op stond was losgebroken. Hij gebruikte de schommelvoorvork, de remmen en de benzinetank van een Gambalunga om de motorfiets te repareren. Dat leverde een 250cc-racer op die er niet alleen beter uitzag, maar ook beter stuurde en remde. De oude motor, die eigenlijk al uit 1926 dateerde, werd niet veel veranderd. Het kleppenmechanisme werd aangepast en er kwam een nieuwe carburateur met een losse vlotterkamer. Hij leverde inmiddels 25 pk en er werden wat ontwikkelingen van de "compressore" ingebouwd, zoals de aluminium cilinder en cilinderkop en de toerentelleraansluiting op de nokkenas. Het oude frame was aan vervanging toe, maar ook hier bood de Gambalunga uitkomst: die had een frame dat deels uit buizen en deels uit aluminiumplaat bestond. Het achterframe en de vering waren die van de Albatros. Bruno Ruffo werd met de Gambalunghino in 1949 de allereerste 250cc-wereldkampioen. In 1950 werd de inlaatklep vergroot tot 38,5 mm en de uitlaatklep tot 33 mm. De dwarsstroomcarburateur werd vervangen door een 37 mm (later 40 mm) Dell'Orto valstroomcarburateur. De frictiedempers op het achterwiel werden andersom geplaatst om het gedrag tijdens het remmen te verbeteren. In 1951 werden proeven gedaan met een vijfversnellingsbak en soms werd de machine uitgerust met hydraulische schokdempers achter. In 1952 werd de slag iets groter, de vijfversnellingsbak werd standaard en de compressieverhouding werd verhoogd tot 10:1. De bovenste framebuis werd aangepast en fungeerde ook als oliereservoir.

### Bialbero
Na de grote successen in het 250cc-wereldkampioenschap, ging Moto Guzzi er vanaf 1953 helemaal voor. Er werd een nieuwe motor ontwikkeld, met twee bovenliggende nokkenassen, maar ook met een iets gewijzigde slag van 68,4 mm. De laatste versie had een zeer korte slag (boring x slag bedroegen 70 x 64,9 mm). Experimenten met vier kleppen in 1950 waren niet succesvol, zodat weer werd teruggegrepen op een tweeklepskop. De in 1950 geopende windtunnel wierp ook zijn vruchten af. De Bialbero 250, -350 en -500 machines werden allemaal uitgevoerd met vogelbekstroomlijnen en druppelstroomlijnen. Deze waren uit elektron plaat geklopt en maakten snelheden tot 200 km per uur mogelijk. De brandstoftank leek nu erg groot, omdat er een deel onder was gemonteerd. Dit was de werkelijke tank, waardoor het zwaartepunt een stuk lager kwam te liggen. Het bovenste deel diende alleen nog om de rijder in zijn liggende houding te ondersteunen. De Bialbero 250 was zeer succesvol in 1953 en 1954, maar verscheen in 1955 nog maar sporadisch op de circuits omdat Moto Guzzi de voorkeur gaf aan de zwaardere klassen 350- en 500 cc.

## Technische gegevens
| Moto Guzzi             | Monoalbero 250                                         | TT 250                                                 | SS 250                                                 | Compressore                                            | Albatros                                               | Bicilindrica                                           | Gambalunghino                                          | Bialbero 250                                          |
| ---------------------- | ------------------------------------------------------ | ------------------------------------------------------ | ------------------------------------------------------ | ------------------------------------------------------ | ------------------------------------------------------ | ------------------------------------------------------ | ------------------------------------------------------ | ----------------------------------------------------- |
| Periode                | 1926-1939                                              | 1926-1929                                              | 1928-1933                                              | 1938-1952                                              | 1939-1949                                              | 1947-1948                                              | 1949-1952                                              | 1953-1955                                             |
| Productieaantal        | Onbekend                                               | 377                                                    | 377                                                    | Onbekend                                               | Onbekend                                               | Onbekend                                               | Onbekend                                               | Onbekend                                              |
| Categorie              | Fabrieksracer                                          | Productieracer                                         | Productieracer                                         | Fabrieksracer en recordmachine                         | Fabrieksracer en productieracer                        | Prototype                                              | Fabrieksracer                                          | Fabrieksracer                                         |
| Motortype              | OHC                                                    | OHC                                                    | OHC                                                    | OHC                                                    | OHC                                                    | DOHC                                                   | OHC                                                    | DOHC                                                  |
| Bouwwijze              | Dwarsgeplaatste liggende eencilinder                   | Dwarsgeplaatste liggende eencilinder                   | Dwarsgeplaatste liggende eencilinder                   | Dwarsgeplaatste liggende eencilinder                   | Dwarsgeplaatste liggende eencilinder                   | Dwarsgeplaatste liggende paralleltwin                  | Dwarsgeplaatste liggende eencilinder                   | Dwarsgeplaatste liggende eencilinder                  |
| Cilinder               | Gietijzer                                              | Gietijzer                                              | Gietijzer                                              | Gietijzer                                              | Aluminium                                              | Aluminium                                              | Aluminium                                              | Aluminium                                             |
| Cilinderkop            | Gietijzer                                              | Gietijzer                                              | Brons, vanaf 1930: Gietijzer                           | Onbekend                                               | Aluminium                                              | Aluminium                                              | Aluminium                                              | Aluminium                                             |
| Klepopstelling         | 2 Kopkleppen, klephoek 54°                             | 2 Kopkleppen, klephoek 54°                             | 2 Kopkleppen, klephoek 54°                             | 2 Kopkleppen, klephoek 54°                             | 2 Kopkleppen                                           | 4 kopkleppen                                           | 2 Kopkleppen                                           | 2 Kopkleppen                                          |
| Klepbediening          | Koningsas                                              | Koningsas                                              | Koningsas                                              | Koningsas                                              | Koningsas                                              | Tandwielen                                             | Koningsas                                              | Koningsas                                             |
| Carburateur            | Binks 25 mm                                            | Binks 25 mm                                            | Binks 25 mm                                            | Diverse                                                | Dell'Orto SS30 later Dell'Orto SS32                    | Dell'Orto                                              | Dell'Orto SS35                                         | Dell'Orto 40 mm                                       |
| Ontsteking             | Bosch magneetontsteking                                | Bosch magneetontsteking                                | Bosch magneetontsteking                                | Diverse                                                | Bosch magneetontsteking                                | Bosch magneetontsteking                                | Magneetontsteking                                      | Magneetontsteking                                     |
| boring                 | 68 mm                                                  | 68 mm                                                  | 68 mm                                                  | 68 mm                                                  | 68 mm                                                  | 54 mm                                                  | 68 mm                                                  | 68 mm, later 70 mm                                    |
| slag                   | 68 mm                                                  | 68 mm                                                  | 68 mm                                                  | 68 mm                                                  | 68 mm                                                  | 54 mm                                                  | 68 mm in 1952: 68,4 mm                                 | 68,4 mm, later 64,8 mm                                |
| Cilinderinhoud         | 246,8 cc                                               | 246,8 cc                                               | 246,8 cc                                               | 246,8 cc                                               | 246,8 cc                                               | 247,2 cc                                               | 246,8 cc in 1952: 248,4 cc,                            | 248,2 cc, later 249,4 cc                              |
| Smeersysteem           | Dry-sump                                               | Dry-sump                                               | Dry-sump                                               | Dry-sump                                               | Dry-sump                                               | Dry-sump                                               | Dry-sump                                               | Dry-sump                                              |
| Compressieverhouding   | Onbekend                                               | 8:1                                                    | Onbekend                                               | Onbekend                                               | 8,5:1                                                  | 10:1                                                   | 8,5:1 in 1952: 10:1                                    | 9,5:1                                                 |
| Max. Vermogen          | 15 pk bij 6.000 tpm                                    | 15 pk bij 6.000 tpm                                    | ca. 15 pk bij 6.000 tpm                                | Variërend                                              | 20 pk bij 7.000 tpm                                    | 25 pk bij 9.000 tpm                                    | 27 pk bij 8.000 tpm                                    | 28 pk bij 8.000 tpm                                   |
| Topsnelheid            | ca. 125 km/h                                           | 118 km/h                                               | 125 km/h                                               | 180–220 km/h                                           | ca. 140 km/h                                           | ca. 170 km/h                                           | 180 km/h                                               | 200 km/h                                              |
| Primaire aandrijving   | Tandwielen                                             | Tandwielen                                             | Tandwielen                                             | Tandwielen                                             | Tandwielen                                             | Tandwielen                                             | Tandwielen                                             | Tandwielen                                            |
| Koppeling              | Meervoudige natte platenkoppeling                      | Meervoudige natte platenkoppeling                      | Meervoudige natte platenkoppeling                      | Meervoudige natte platenkoppeling                      | Meervoudige natte platenkoppeling                      | Meervoudige natte platenkoppeling                      | Meervoudige natte platenkoppeling                      | Meervoudige natte platenkoppeling                     |
| Versnellingen          | 3 Handgeschakeld, later 4 voetgeschakeld               | 3 Handgeschakeld, later 4 voetgeschakeld               | 3 Handgeschakeld, later 4 voetgeschakeld               | Variërend                                              | 4 Voetgeschakeld                                       | 4 Voetgeschakeld                                       | 4 Voetgeschakeld, in 1952: 5 voetgeschakeld            | 4 of 5 Voetgeschakeld                                 |
| Secundaire aandrijving | ketting                                                | ketting                                                | ketting                                                | ketting                                                | ketting                                                | ketting                                                | ketting                                                | ketting                                               |
| frame                  | Dubbel wiegframe                                       | Dubbel wiegframe                                       | Dubbel wiegframe                                       | Dubbel wiegframe                                       | Dubbel wiegframe                                       | Brugframe                                              | Dubbel wiegframe                                       | Brugframe met aluminiumplaat wieg                     |
| Wielbasis              | Onbekend                                               | 1360 mm                                                | Onbekend                                               | Variërend                                              | 1430 mm                                                | 1420 mm                                                | 1420 mm                                                | 1420 mm                                               |
| Vering vóór            | Girder met 2 frictiedempers                            | Girder met 2 frictiedempers                            | Girder met 2 frictiedempers                            | Variërend                                              | Girder met 2 frictiedempers                            | Telescoopvork                                          | Geduwde schommelvork                                   | Geduwde schommelvork                                  |
| Vering achter          | Star, vanaf 1935 achtervering                          | Star, vanaf 1935 achtervering                          | Star, vanaf 1935 achtervering                          | Swingarm met frictiedempers                            | Swingarm met frictiedempers                            | Swingarm met hydraulische demping                      | Swingarm met frictiedempers                            | Swingarm met frictiedempers                           |
| Wielen                 | Onbekend                                               | 21 x 2½ Inch                                           | Onbekend                                               | Variërend                                              | 21 x 2¼ Inch                                           | 21 x 2¼ Inch                                           | 21 x 2¼ Inch                                           | 19 x 2¼ Inch vóór, 19 x 2½ inch achter                |
| Banden                 | Onbekend                                               | 27"x 2.75                                              | Onbekend                                               | Variërend                                              | 21" x 2.75 vóór, 21" x 3.00 achter                     | 21" x 2.75 vóór, 21" x 3.00 achter                     | 21" x 2.75 vóór, 21" x 3.00 achter                     | 19" x 2.75 vóór, 19" x 3.00 achter                    |
| Rem(men)               | Vóór handbediende trommel, achter voetbediende trommel | Vóór handbediende trommel, achter voetbediende trommel | Vóór handbediende trommel, achter voetbediende trommel | Vóór handbediende trommel, achter voetbediende trommel | Vóór handbediende trommel, achter voetbediende trommel | Vóór handbediende trommel, achter voetbediende trommel | Vóór handbediende trommel, achter voetbediende trommel | Vóór handbediende duplex, achter voetbediende simplex |
| Gewicht                | 105 kg                                                 | 105 kg                                                 | Onbekend                                               | Variërend                                              | 135 kg met verlichting                                 | 125 kg                                                 | 122 kg                                                 | 122 kg                                                |
| Tankinhoud             | 12,5 Liter                                             | 12,5 Liter                                             | Onbekend                                               | Variërend                                              | 20 Liter                                               | 21 Liter                                               | 21 Liter                                               | 21 Liter                                              |
| Voorganger             | Geen                                                   | Monoalbero 250                                         | TT 250                                                 | Monoalbero 250                                         | Monoalbero 250                                         | Geen                                                   | Albatros                                               | Gambalunghino                                         |
| Opvolger               | TT 250                                                 | SS 250                                                 | Albatros                                               | Geen                                                   | Gambalunghino                                          | Geen                                                   | Bialbero                                               | Geen                                                  |